# Uramya atrifrons
Uramya atrifrons là một loài ruồi trong họ Tachinidae.